# Lista de prefeitos dos municípios da Paraíba eleitos em 2024
Esta é uma lista com os prefeitos eleitos nos municípios do estado brasileiro da Paraíba em 2024.
Nas eleições municipais brasileiras de 2024, 221 municípios paraibanos elegeram seus prefeitos, enquanto João Pessoa e Campina Grande terão seus prefeitos eleitos em segundo turno e outros 6 municípios tiveram candidaturas únicas ao cargo (Junco do Seridó, Ouro Velho, Poço Dantas, Santa Cruz, São José do Sabugi e São João do Tigre). Na capital paraibana, a disputa foi entre o atual prefeito Cícero Lucena e o ex-ministro da Saúde Marcelo Queiroga (PL), que terminou com vitória do candidato do PP (258.727 votos, contra 146.129 de Queiroga), enquanto em Campina Grande o candidato à reeleição Bruno Cunha Lima (eleito pelo PSD em 2020 e atualmente filiado ao União Brasil) venceu o secretário estadual de Saúde Jhony Bezerra (PSB), também por larga vantagem (136.191 votos, contra 98.852 do candidato socialista).
Dos 13 partidos que elegeram prefeitos, o PSB foi o que mais teve êxito nas urnas, com 69, superando os 42 eleitos pelo Cidadania em 2020). Foi seguido pelo Republicanos (50), MDB e União Brasil (ambos com 23). O PL, que havia elegido 22 prefeitos na eleição anterior, conquistou 11 prefeituras, empatando com o PSD.
Francinildo Pimentel (PSB) foi o prefeito eleito com a maior porcentagem de votos: foi lembrado por 92,87% dos eleitores de Alagoa Nova, 0,50% a mais do que Vicente (PSB), eleito com 92,07% dos votos em Serra Grande.
| Nº   | Município                                     | Prefeito                                                   | Partido                         | Votos                                 | %                                 |
| ---- | --------------------------------------------- | ---------------------------------------------------------- | ------------------------------- | ------------------------------------- | --------------------------------- |
| 1    | Água Branca                                   | Marluce Dantas                                             | Republicanos                    | 3.476                                 | 50,16                             |
| 2    | Aguiar                                        | Manoel Batista Guedes Filho (Tintin)                       | PSB                             | 3.460                                 | 86,16                             |
| 3    | Alagoa Grande                                 | João Bosco Carneiro Neto (Neto Carneiro)                   | Republicanos                    | 9.191                                 | 51                                |
| 4    | Alagoa Nova                                   | Francinildo Pimentel                                       | PSB                             | 11.402                                | 92,87                             |
| 5    | Alagoinha                                     | Alirio Filho                                               | MDB                             | 5.346                                 | 53,97                             |
| 6    | Alcantil                                      | Cícero do Carmo                                            | PSD                             | 3.236                                 | 74,10%                            |
| 7    | Algodão de Jandaíra                           | Humberto dos Santos                                        | PSB                             | 1.843                                 | 71,35                             |
| 8    | Alhandra                                      | Marcelo Rodrigues                                          | MDB                             | 11.885                                | 67,03                             |
| 9    | Amparo                                        | Tarcio Gabriel                                             | Republicanos                    | 1.732                                 | 73,08                             |
| 10   | Aparecida                                     | João Neto                                                  | PSB                             | 4.943                                 | 83,82                             |
| 11   | Araçagi                                       | Josilda Macena                                             | PSDB (Federação PSDB Cidadania) | 7.754                                 | 65,95                             |
| 12   | Arara                                         | Amarildo Carvalho                                          | PSB                             | 6.021                                 | 84,68                             |
| 13   | Araruna                                       | Availdo Azevedo                                            | PP                              | 6.242                                 | 52,35                             |
| 14   | Areia                                         | Dra. Silvia                                                | MDB                             | 6.179                                 | 41,68                             |
| 15   | Areia de Baraúnas                             | Toinho Macedo                                              | PSB                             | 1.378                                 | 60,07                             |
| 16   | Areial                                        | Henrique Balbino                                           | PSDB (Federação PSDB Cidadania) | 2.810                                 | 62,71                             |
| 17   | Aroeiras                                      | César Marques                                              | PP                              | 9.059                                 | 69,93                             |
| 18   | Assunção                                      | Felipe Vilar                                               | Republicanos                    | 2.858                                 | 84,83                             |
| 19   | Baía da Traição                               | Elizabete de Oliveira (Deta de Serginho)                   | MDB                             | 5.208                                 | 72,56                             |
| 20   | Bananeiras                                    | Matheus Bezerra                                            | PSB                             | 9.873                                 | 66,19                             |
| 21   | Baraúna                                       | Austryanee Jeronimo                                        | Republicanos                    | 2.730                                 | 73,17                             |
| 22   | Barra de Santa Rosa                           | Alex Conda                                                 | UNIÃO                           | 5.134                                 | 51,94                             |
| 23   | Barra de Santana                              | Cleocelio Barreto (Jurema)                                 | UNIÃO                           | 3.239                                 | 50,42                             |
| 24   | Barra de São Miguel                           | João Paulo França                                          | PSD                             | 4.405                                 | 85,88                             |
| 25   | Bayeux                                        | Tacyana Leitão                                             | PSB                             | 28.090                                | 52,59                             |
| 26   | Belém                                         | Aline Barbosa de Lima (Dona Aline)                         | MDB                             | 6.091                                 | 57,40                             |
| 27   | Belém do Brejo do Cruz                        | Leomar Maia                                                | PL                              | 3.696                                 | 61,25                             |
| 28   | Bernardino Batista (ex-Serra do Padre)        | Aldo Andrade                                               | PSB                             | 2.277                                 | 84,87                             |
| 29   | Boa Ventura                                   | Manoel Vital Neto                                          | Republicanos                    | 2.572                                 | 58,51                             |
| 30   | Boa Vista                                     | Fernando Aires                                             | Republicanos                    | 2.703                                 | 51,47                             |
| 31   | Bom Jesus                                     | Denise Bayma                                               | PP                              | 2.273                                 | 87,46                             |
| 32   | Bom Sucesso                                   | Tairis Duarte                                              | UNIÃO                           | 3.224                                 | 76,42                             |
| 33   | Bonito de Santa Fé                            | Ceninha Lucena                                             | Republicanos                    | 3.917                                 | 61,03                             |
| 34   | Boqueirão                                     | Marcos Freitas                                             | PSD                             | 6.826                                 | 52,48                             |
| 35   | Borborema                                     | José Amancio da Fonsêca Ramalho (Amancinho)                | Republicanos                    | 2.152                                 | 52,16                             |
| 36   | Brejo do Cruz                                 | Dr. Tales                                                  | PSDB (Federação PSDB Cidadania) | 7.230                                 | 80,47                             |
| 37   | Brejo dos Santos                              | Lucilene Almeida                                           | PSB                             | 2.850                                 | 52,60                             |
| 38   | Caaporã                                       | Chico Nazário                                              | UNIÃO                           | 6.809                                 | 49,67                             |
| 39   | Cabaceiras                                    | Ricardo Aires                                              | Republicanos                    | 3.385                                 | 85,65                             |
| 40   | Cabedelo                                      | André Coutinho                                             | Avante                          | 25.966                                | 66,24                             |
| 41   | Cacimba de Areia                              | Heitor Campos                                              | Republicanos                    | 2.758                                 | 73,18                             |
| 42   | Cachoeira dos Índios                          | Alyson Francisco                                           | PP                              | 3.529                                 | 53,32                             |
| 43   | Cacimba de Dentro                             | Pollyanno Henrique                                         | PSB                             | 6.887                                 | 61,61                             |
| 44   | Cacimbas                                      | Nilton de Almeida                                          | Republicanos                    | 3.301                                 | 62,55                             |
| 45   | Caiçara                                       | Tarcísio Soares (Tarcisinho)                               | PL                              | 3.669                                 | 68,06                             |
| 46   | Cajazeiras                                    | Corrinha Delfino                                           | PP                              | 20.521                                | 53,08                             |
| 47   | Cajazeirinhas                                 | Luana Pires                                                | PSB                             | 2.553                                 | 80,56                             |
| 48   | Caldas Brandão                                | Fábio Rolim                                                | MDB                             | 2.705                                 | 59,87                             |
| 49   | Camalaú                                       | Bira Mariano                                               | PSB\|PSB                        | 2.850                                 | 52,19                             |
| 50   | Campina Grande                                | Bruno Cunha Lima                                           | UNIÃO                           | 110.807 (1º turno) 136.191 (2º turno) | 48,22 (1º turno) 57,94 (2º turno) |
| 51   | Capim                                         | Carlyanne Borba                                            | Republicanos                    | 3.637                                 | 59,22                             |
| 52   | Caraúbas                                      | Nerivan Gari                                               | MDB                             | 2.276                                 | 54,58                             |
| 53   | Carrapateira                                  | Iarley Bezerra                                             | PSB                             | 1.679                                 | 76,25                             |
| 54   | Casserengue                                   | Antonio Judivan de Sousa (Van de Galega)                   | PSB                             | 3.027                                 | 57,57                             |
| 55   | Catingueira                                   | Suélio Félix de Alencar                                    | UNIÃO                           | 2.952                                 | 65,61                             |
| 56   | Catolé do Rocha                               | Laurinho Maia                                              | UNIÃO                           | 15.213                                | 84,43                             |
| 57   | Caturité                                      | Itamilson Silva (Tita de Biu Domingos)                     | PP                              | 2.994                                 | 62,36                             |
| 58   | Conceição                                     | Samuel Lacerda                                             | Solidariedade                   | 6.095                                 | 49,68                             |
| 59   | Condado                                       | Caio Paixão                                                | Republicanos                    | 3.095                                 | 65,27                             |
| 60   | Conde                                         | Karla Pimentel                                             | PP                              | 14.410                                | 65,62                             |
| 61   | Congo                                         | Flávia Quirino (Flavinha)                                  | MDB                             | 2.924                                 | 62,98                             |
| 62   | Coremas                                       | Edilson Pereira                                            | PSB                             | 5.666                                 | 52,64                             |
| 63   | Coxixola                                      | Nelsinho Honorato                                          | UNIÃO                           | 1.633                                 | 89,33                             |
| 64   | Cruz do Espírito Santo                        | Aliny Farias (Aliny Povão)                                 | UNIÃO                           | 9.893                                 | 71,17                             |
| 65   | Cubati                                        | José Ribeiro de Oliveira                                   | PSB                             | 4.496                                 | 85,41                             |
| 66   | Cuité                                         | Caio Camaraense                                            | PP                              | 9.290                                 | 69,33                             |
| 67   | Cuité de Mamanguape                           | Helhinho Souza                                             | MDB                             | 3.633                                 | 54,73                             |
| 68   | Cuitegi                                       | Guilherme Madruga                                          | PSB                             | 2.886                                 | 56,92                             |
| 69   | Curral de Cima                                | Adjamir Souza                                              | PSB                             | 3.009                                 | 55,90                             |
| 70   | Curral Velho                                  | Tácio Diniz                                                | MDB                             | 1.735                                 | 88,93                             |
| 71   | Damião                                        | Simone Santos                                              | PSB                             | 2.344                                 | 58,09                             |
| 72   | Desterro                                      | Tiago Simões                                               | Republicanos                    | 3.869                                 | 60,73                             |
| 73   | Diamante                                      | Hermes Mangueira                                           | MDB                             | 2.488                                 | 52,64                             |
| 74   | Dona Inês                                     | Antonio Justino                                            | PSB                             | 4.113                                 | 54,17                             |
| 75   | Duas Estradas                                 | Myllena Nayara                                             | PSD                             | 1.937                                 | 56,11                             |
| 76   | Emas                                          | Anete Loureiro                                             | PSB                             | 2.007                                 | 56,87                             |
| 77   | Esperança                                     | Thiago Moraes                                              | PP                              | 11.808                                | 56,69                             |
| 78   | Fagundes                                      | Wilmar Lemos Maranhão Júnior (Júnior Maranhão)             | PSB                             | 4.991                                 | 60,73                             |
| 79   | Frei Martinho                                 | Tião Pinto                                                 | Republicanos                    | 2.186                                 | 85,73                             |
| 80   | Gado Bravo                                    | Marcelo Jorge                                              | PL                              | 3.730                                 | 56,32                             |
| 81   | Guarabira                                     | Léa Toscano                                                | UNIÃO                           | 18.059                                | 52,16                             |
| 82   | Gurinhém                                      | Tarcísio Saulo de Paiva                                    | PSB                             | 5.321                                 | 57,98                             |
| 83   | Gurjão                                        | Zé Elias                                                   | PSB                             | 1.766                                 | 63,62                             |
| 84   | Ibiara                                        | Lucineide Pereira (Lu)                                     | PSB                             | 2.918                                 | 60,14                             |
| 85   | Igaracy (ex-Boqueirão dos Cochos)             | Ednailton Sabino                                           | PSB                             | 2.649                                 | 52,76                             |
| 86   | Imaculada                                     | Aldo Lustosa (Dada)                                        | PSD                             | 4.677                                 | 64,64                             |
| 87   | Ingá                                          | Janderson Chaves (Jan de Manoel da Lenha)                  | PL                              | 5.672                                 | 43,61                             |
| 88   | Itabaiana                                     | Dr. Claudio Neto                                           | Republicanos                    | 9.810                                 | 61,51                             |
| 89   | Itaporanga                                    | Dr. Azif                                                   | PSB                             | 11.346                                | 82,78                             |
| 90   | Itapororoca                                   | Batista Torres                                             | UNIÃO                           | 7.141                                 | 63,30                             |
| 91   | Itatuba                                       | Josmar Lacerda                                             | MDB                             | 3.991                                 | 51,21                             |
| 92   | Jacaraú                                       | Márcio Aurélio                                             | PSD                             | 5.735                                 | 50,07                             |
| 93   | Jericó                                        | Kadson Monteiro                                            | PSB                             | 3.760                                 | 62,98                             |
| 94   | João Pessoa                                   | Cícero Lucena                                              | PP                              | 205.122 (1º turno) 258.727 (2º turno) | 49,26 (1º turno) 63,91 (2º turno) |
| 95   | Joca Claudino (ex-Santarém)                   | Rinaldo Cipriano                                           | MDB                             | 1.745                                 | 88,35                             |
| 96   | Juarez Távora                                 | Wilson Feitosa                                             | PSB                             | 4.917                                 | 73,54                             |
| 97   | Juazeirinho                                   | Anna Virgínia                                              | Republicanos                    | 8.607                                 | 77,04                             |
| 98   | Junco do Seridó                               | Dr. Paulo (candidato único)                                | PSB                             | 4.056                                 | 100%                              |
| 99   | Juripiranga                                   | Tom Maroja                                                 | PSDB (Federação PSDB Cidadania) | 5.066                                 | 60,99                             |
| 100  | Juru                                          | Solange Barbosa                                            | PSB                             | 4.465                                 | 68,39                             |
| 101  | Lagoa                                         | Maria Rodrigues Linhares de Lima (Socorro de Biró)         | PDT                             | 3.160                                 | 81,40                             |
| 102  | Lagoa de Dentro                               | Camaf Douglas                                              | Republicanos                    | 2.765                                 | 41,72                             |
| 103  | Lagoa Seca                                    | Michelle Ribeiro                                           | PSDB (Federação PSDB Cidadania) | 10.941                                | 61,67                             |
| 104  | Lastro                                        | Dr. Ronaldo                                                | Republicanos                    | 2.575                                 | 64,29                             |
| 105  | Livramento                                    | Hernandes Barboza Nóbrega (Nananda)                        | PSB                             | 3.288                                 | 66,92                             |
| 106  | Logradouro                                    | Marinaldo Cruz                                             | MDB                             | 2.613                                 | 61,17                             |
| 107  | Lucena                                        | Léo Bandeira                                               | MDB                             | 5.599                                 | 52,50                             |
| 108  | Mãe d'Água                                    | Dr. Jucelio                                                | Republicanos                    | 1.949                                 | 55,10                             |
| 109  | Malta                                         | Ana Peixoto                                                | Republicanos                    | 3.842                                 | 88,65                             |
| 110  | Mamanguape                                    | Joaquim Fernandes                                          | PSB                             | 18.114                                | 66,05                             |
| 111  | Manaíra                                       | Dr. Messias Simão                                          | PSDB (Federação PSDB Cidadania) | 4.102                                 | 55,88                             |
| 112  | Marcação                                      | Ellys Oliveira (Ninha)                                     | PSD                             | 4.922                                 | 76,69                             |
| 113  | Mari                                          | Lúcia de Fátima Santos da Silva (Lucinha da Saúde)         | PSB                             | 7.621                                 | 50,68                             |
| 114  | Marizópolis                                   | Lucas Gonçalves Braga (Luquinha do Brasil)                 | PSB                             | 3.202                                 | 60,10                             |
| 115  | Massaranduba                                  | João Costa                                                 | UNIÃO                           | 7.680                                 | 80,53                             |
| 116  | Mataraca                                      | Eymard Pedrosa                                             | PSB                             | 4.187                                 | 57,01                             |
| 117  | Matinhas                                      | Benedito Braz da Silva                                     | PSB                             | 2.996                                 | 82,60                             |
| 118  | Mato Grosso                                   | Gidalva Lima                                               | PSB                             | 2.037                                 | 75,89                             |
| 119  | Matureia                                      | Leandro Laia                                               | Republicanos                    | 2.625                                 | 55,27                             |
| 120  | Mogeiro                                       | Antonio Ferreira                                           | PL                              | 5.369                                 | 57,89                             |
| 121  | Montadas                                      | Romero Martins                                             | PSD                             | 2.475                                 | 53,13                             |
| 122  | Monte Horebe                                  | Milena Nogueira                                            | MDB                             | 2.459                                 | 68,67                             |
| 123  | Monteiro                                      | Ana Paula Morato                                           | PSB                             | 12.608                                | 59,11                             |
| 124  | Mulungu                                       | Lucas Arruda                                               | PSB                             | 5.124                                 | 61,94                             |
| 125  | Natuba                                        | José Lins da Silva Filho (Linsinho)                        | PSDB (Federação PSDB Cidadania) | 4.305                                 | 79,81                             |
| 126  | Nazarezinho                                   | Marcelo Vale                                               | Republicanos                    | 3.927                                 | 61,27                             |
| 127  | Nova Floresta                                 | Iran Santos                                                | PSB                             | 3.819                                 | 57,63                             |
| 128  | Nova Olinda                                   | Cicero David de Andrade (Cicero de Arlete)                 | PDT                             | 2.339                                 | 48,12                             |
| 129  | Nova Palmeira                                 | Orlando Pereira                                            | MDB                             | 1.717                                 | 51,69                             |
| 130  | Olho d'Água                                   | Joana Carvalho                                             | PSB                             | 3.706                                 | 59,89                             |
| 131  | Olivedos                                      | Pedro Jarson Veríssimo de Souza (Gerson)                   | Republicanos                    | 2.134                                 | 59,13                             |
| 132  | Ouro Velho                                    | Dr. Júnior (candidato único)                               | UNIÃO                           | 2.345                                 | 100                               |
| 133  | Parari                                        | Genival Queiroz                                            | PL                              | 1.549                                 | 74,76                             |
| 134  | Passagem                                      | Rozângela Ferreira (Tenena)                                | REDE (Federação PSOL REDE)      | 1.751                                 | 72,51                             |
| 135  | Patos                                         | Nabor Wanderley                                            | Republicanos                    | 37.613                                | 73,76                             |
| 136  | Paulista                                      | Lucas Pereira                                              | PSB                             | 5.051                                 | 51,31                             |
| 137  | Pedra Branca                                  | Allison Bastos (Bastinho)                                  | MDB                             | 2.631                                 | 74,64                             |
| 138  | Pedra Lavrada                                 | Tota Guedes                                                | UNIÃO                           | 3.874                                 | 78,22                             |
| 139  | Pedras de Fogo                                | José Carlos Ferreira Barros (Bá)                           | MDB                             | 13.533                                | 66,69                             |
| 140  | Pedro Régis                                   | Michele Ribeiro                                            | PSB                             | 3.250                                 | 70,26                             |
| 141  | Piancó                                        | Júlio Eduardo (Julhinho)                                   | PP                              | 6.531                                 | 61,08                             |
| 142  | Picuí                                         | Ranieri Ferreira                                           | PT (FE Brasil                   | 6.716                                 | 52,98                             |
| 143  | Pilar                                         | Patricia Farias                                            | PSD                             | 5.775                                 | 65                                |
| 144  | Pilões                                        | Soraya Sales                                               | PP                              | 3.155                                 | 54,93                             |
| 145  | Pilõezinhos                                   | Marcelo Matias Camelo                                      | MDB                             | 2.919                                 | 58,17                             |
| 146  | Pirpirituba                                   | Danilo Rocha                                               | UNIÃO                           | 3.715                                 | 53,98                             |
| 147  | Pitimbu                                       | Professora Adelma                                          | PSB                             | 6.986                                 | 61,67                             |
| 148  | Pocinhos                                      | Eliane Galdino                                             | Republicanos                    | 9.678                                 | 81,44                             |
| 149  | Poço Dantas                                   | Itamar Moreira (candidato único)                           | Republicanos                    | 2.987                                 | 100                               |
| 150  | Poço de José de Moura                         | Lais Raquel                                                | PSB                             | 2.321                                 | 57,51                             |
| 151  | Pombal                                        | Claudenildo Alencar (Galego da Gavel)                      | Republicanos                    | 10.946                                | 50,96                             |
| 152  | Prata                                         | Genivaldo Tembório                                         | Republicanos                    | 2.796                                 | 78,65                             |
| 153  | Princesa Isabel                               | Ednaldo de Melo (Garrancho)                                | PSB                             | 7.988                                 | 58,14                             |
| 154  | Puxinanã                                      | Eleuza Barbosa                                             | Republicanos                    | 6.876                                 | 66,29                             |
| 155  | Queimadas                                     | Delúsia Barros                                             | Republicanos                    | 19.529                                | 68,81                             |
| 156  | Quixaba                                       | Allan Macedo                                               | Republicanos                    | 1.841                                 | 83,68                             |
| 157  | Remígio                                       | Claudio Régis                                              | PP                              | 6.173                                 | 50,68                             |
| 158  | Riachão                                       | Donato Aparecido de Aquino                                 | PSB                             | 1.623                                 | 50,31                             |
| 159  | Riachão do Bacamarte                          | José de Arimateia da Silva (Ari)                           | PSB                             | 3.396                                 | 90,46                             |
| 160  | Riachão do Poço                               | Marcelo Ferreira de Lima                                   | UNIÃO                           | 2.450                                 | 57,53                             |
| 161  | Riacho de Santo Antônio                       | Marcelo Ferreira                                           | Republicanos                    | 1.938                                 | 74,42                             |
| 162  | Riacho dos Cavalos                            | Arthur Vieira                                              | PP                              | 3.929                                 | 74,42                             |
| 163  | Rio Tinto                                     | Magna Gerbasi                                              | PP                              | 8.928                                 | 58,14                             |
| 164  | Salgadinho                                    | Erivan Júlio                                               | PSB                             | 1.835                                 | 58,70                             |
| 165  | Salgado de São Félix                          | Dr. Joni                                                   | Republicanos                    | 4.895                                 | 56,30                             |
| 166  | Santa Cecília                                 | Marcílio Farias                                            | PSB                             | 3.166                                 | 49,79                             |
| 167  | Santa Cruz                                    | Alberto Duarte de Souza (Alberto de Braz, candidato único) | PL                              | 3.552                                 | 100                               |
| 168  | Santa Helena                                  | João Cléber                                                | PSB                             | 3.289                                 | 63,16                             |
| 169  | Santa Inês                                    | Félix Vieira                                               | UNIÃO                           | 2.425                                 | 74,80                             |
| 170  | Santa Luzia                                   | Henry Lira                                                 | Republicanos                    | 5.905                                 | 57,61                             |
| 171  | Santa Rita                                    | Jackson Alvino                                             | PP                              | 38.241                                | 48,44                             |
| 172  | Santa Terezinha                               | José de Arimateia Nunes Camboim                            | Republicanos                    | 2.768                                 | 54,93                             |
| 173  | Santana de Mangueira                          | Marina Lacerda                                             | MDB                             | 2.783                                 | 76,88                             |
| 174  | Santana dos Garrotes                          | Paloma Kenned                                              | Republicanos                    | 4.126                                 | 81,12                             |
| 175  | Santo André                                   | Edglei Amorim                                              | PP                              | 1.683                                 | 65,33                             |
| 176  | São Bentinho (ex-São Bento de Pombal)         | Giovana Olímpio                                            | Republicanos                    | 2.709                                 | 84,79                             |
| 177  | São Bento                                     | Gerfeson Carnaúba                                          | PSB                             | 14.196                                | 53,46                             |
| 178  | São Domingos (ex-São Domingos de Pombal)      | Adeilza Soares Freires                                     | PSB                             | 1.597                                 | 53,30                             |
| 179  | São Domingos do Cariri                        | Onildo Lindberg Ananias da Silva                           | PSD                             | 1.972                                 | 76,05                             |
| 180  | São Francisco                                 | Geroncio Junior                                            | Republicanos                    | 2.320                                 | 61,44                             |
| 181  | São João do Cariri                            | Francisco Pereira (Chico de Eulina)                        | UNIÃO                           | 2.325                                 | 57,35                             |
| 182  | São João do Rio do Peixe (ex-Antenor Navarro) | Luiz Claudino                                              | PSB                             | 9.985                                 | 82,79                             |
| '183 | São João do Tigre                             | Márcio Leite (candidato único)                             | Republicanos                    | 2.673                                 | 100                               |
| 184  | São José da Lagoa Tapada                      | Evilásio Lucena (Neto de Coraci)                           | Republicanos                    | 3.081                                 | 51,52                             |
| 185  | São José de Caiana                            | Manoel Pereira de Souza (Manoel Moleque)                   | PL                              | 3.160                                 | 67,36                             |
| 186  | São José de Espinharas                        | Thaise Gomes de Sousa (Thaise de Edjane)                   | PP                              | 2.922                                 | 78,34                             |
| 187  | São José de Piranhas                          | Bal Lins                                                   | PSB                             | 8.830                                 | 70,21                             |
| 188  | São José de Princesa                          | Juliano Matuto                                             | Republicanos                    | 2.175                                 | 83,43                             |
| 189  | São José do Bonfim                            | Rosalba Mota                                               | Republicanos                    | 2.907                                 | 77,54                             |
| 190  | São José do Brejo do Cruz                     | Kledyanne Cristina                                         | PL                              | 1.532                                 | 60,48                             |
| 191  | São José do Sabugi                            | Emanuel Domiciano (candidato único)                        | UNIÃO                           | 3.196                                 | 100%                              |
| 192  | São José dos Cordeiros                        | Felício Queiroz                                            | PL                              | 2.856                                 | 90,49                             |
| 193  | São José dos Ramos                            | Matheus Amorim                                             | Republicanos                    | 3.721                                 | 78,24                             |
| 194  | São Mamede                                    | Francisco das Chagas Filho (Chaguinha)                     | UNIÃO                           | 5.051                                 | 87,34                             |
| 195  | São Miguel de Taipu                           | Laelson Albuquerque                                        | PP                              | 4.589                                 | 82,97                             |
| 196  | São Sebastião de Lagoa de Roça                | Pedro Júnior Quaresma de Araújo (Júnior do Caracol)        | PSDB (Federação PSDB Cidadania) | 3.998                                 | 53,67                             |
| 197  | São Sebastião do Umbuzeiro                    | Adalcy Freitas                                             | UNIÃO                           | 1.785                                 | 61,51                             |
| 198  | São Vicente do Seridó                         | Erivam dos Anjos Leonardo (Erivam de Biu)                  | PSB                             | 5.176                                 | 70,55                             |
| 199  | Sapé                                          | Major Sidnei                                               | Republicanos                    | 22.518                                | 79,28                             |
| 200  | Serra Branca                                  | Michel Alexandre                                           | UNIÃO                           | 5.355                                 | 59,81                             |
| 201  | Serra da Raiz                                 | Luiz Machado                                               | PSB                             | 2.186                                 | 86,27                             |
| 202  | Serra Grande                                  | Vicente Antonio da Silva Neto                              | PSB                             | 2.218                                 | 92,07                             |
| 203  | Serra Redonda                                 | Chicão Bernardo                                            | PL                              | 4.212                                 | 78,91                             |
| 204  | Serraria                                      | Enéias Pereira da Silva (Enéias Cabôco)                    | PSB                             | 2.482                                 | 69,25                             |
| 205  | Sertãozinho                                   | Rony Vieira                                                | PSB                             | 2.517                                 | 58,09                             |
| 206  | Sobrado                                       | Olinaldo Martins da Silva (Léo)                            | MDB                             | 3.478                                 | 51,14                             |
| 207  | Solânea                                       | Jucian Jad                                                 | UNIÃO                           | 8.826                                 | 50,70                             |
| 208  | Soledade                                      | Miranda Neto                                               | PP                              | 5.440                                 | 56,54                             |
| 209  | Sossêgo                                       | Vanusa da Paz Medeiros (Vanusa de Carlinhos)               | Republicanos                    | 1.733                                 | 53,42                             |
| 210  | Sousa                                         | Helder Carvalho                                            | PSB                             | 23.397                                | 59,31                             |
| 211  | Sumé                                          | Manezinho Lourenço                                         | MDB                             | 6.128                                 | 53,35                             |
| 212  | Tacima (ex-Campo de Santana)                  | Luís Rodrigues Sobrinho (Xató)                             | Solidariedade                   | 3.778                                 | 52,22                             |
| 213  | Taperoá                                       | George Farias                                              | PSDB (Federação PSDB Cidadania) | 5.354                                 | 59,13                             |
| 214  | Tavares                                       | Genildo José da Silva (Côco de Odálio)                     | PSB                             | 5.308                                 | 55,93                             |
| 215  | Teixeira                                      | Wenceslau Marques                                          | PSB                             | 6.314                                 | 65,85                             |
| 216  | Tenório                                       | Manoel Vasconcelos                                         | Republicanos                    | 1.850                                 | 63,20                             |
| 217  | Triunfo                                       | Espedito Filho                                             | PSB                             | 5.104                                 | 82,91                             |
| 218  | Uiraúna                                       | Leninha Romão                                              | PSB                             | 8.719                                 | 79,82                             |
| 219  | Umbuzeiro                                     | Fernanda Moraes                                            | PSB                             | 3.599                                 | 56,10                             |
| 220  | Várzea                                        | Professor Paulo Nóbrega                                    | Republicanos                    | 1.538                                 | 57,32                             |
| 221  | Vieirópolis                                   | Thially Aristóteles                                        | PSB                             | 2.978                                 | 64,64                             |
| 222  | Vista Serrana (ex-Desterro de Malta)          | Emmanuel da Nóbrega Dias (Emmanuel de Querubina)           | PSB                             | 1.829                                 | 61,05                             |
| 223  | Zabelê                                        | Jorsâmara Bezerra (Jorsâmara de Zé Inaldo)                 | PSD                             | 1.830                                 | 81,99                             |